# Berta Balzli
Berta Balzli (* 1920 in Ittigen; † 2010; heimatberechtigt in Bolligen) war eine Schweizer Art-brut-Malerin.

## Leben und Werk
Berta Balzli war das jüngste vier Kindern einer Kleinbauernfamilie im Kappelisacker in Ittigen (ehemals Bolligen) bei Bern. Sie absolvierte die Bäuerinnenschule, fand aber keine Anstellung. Mit 26 Jahren heiratete sie einen Kleinbauern, der nach elf Ehejahren tödlich verunglückte und sie mit zwei Töchtern, eine davon behindert, zurückliess. Sie lebte in Worblaufen und begann erst im Alter von rund 60 Jahren mit dem Malen, nahm auch Unterricht bei dem aus München stammenden Maler Leopold Schropp.
Charakteristisch für Berta Balzlis Bilder sind ätherische Frauenfiguren: «Menschen, die sich im unbestimmten Raum wie im Nichts zu formen und wieder aufzulösen scheinen. Es sind träumerische und von lyrischer Empfindsamkeit geprägte Bilder. Transparent und sanft, aber nie süsslich ist ihre Farbpalette.»
Werke von Balzli befinden sich unter anderem im Museum im Lagerhaus in St. Gallen und im Besitz der Stadt Bern.

## Ausstellungen
- 1989/1990 Weihnachtsausstellung, Kunsthalle Bern (Gruppenausstellung)
- 1990 Poesie und Originalität, Galerie «ist», Burgdorf (Doppelausstellung)
- 1993/1994 Weihnachtsausstellung, Kunsthalle Bern (Gruppenausstellung)
- 2013 AugenBlicke, Museum im Lagerhaus, St. Gallen (Gruppenausstellung)
- 2020 ÜberMütter, Museum im Lagerhaus, St. Gallen (Gruppenausstellung)